# ARO 10
ARO 10 — компактный внедорожник, производившийся румынской компанией ARO в период между 1980 и 2006 годами. Также велась сборка итальянской компанией Ali Ciemme (ACM) в 1988—1991 годы. Был доступен в кузовах 3- и 5-дверного SUV, 2- и 4-дверного пикапа или 2-дверного кабриолета. В качестве силового агрегата использовались рядные четырёхцилиндровые бензиновые и дизельные двигатели. Мощность передавалась на обе оси. Автомобиль оснащался 4- и 5-ступенчатой механической коробкой передач.

## История
Автомобиль ARO 10 был меньшей моделью внедорожника ARO 24, разработанного румынским предприятием ARO, производство которого началось в ещё 1970-х годах. Автомобиль использовал двигатель и некоторые узлы от автомобилей Dacia 1300/Dacia 1410, выпускаемых по французской лицензии.
Кузов автомобиля устанавливался на несущей раме. Передняя подвеска была независимой, на поперечных рычагах с пружинами, задняя подвеска — в самом начале производства независимая, также на поперечных рычагах, позднее — жесткая ось на продольных рессорах. Автомобиль имеет привод на 4 колеса, при этом привод на передние колеса включается рычагом, расположенным рядом с рычагом переключения передач. Кроме того, на передних колесах имеются ручки, позволяющие отключить ступицы колес от трансмиссии.
Изначально использовались двигатели Renault объемом 1,3 л (1289 куб.см) и 1,4 л (1397 куб.см) мощностью 62 л.с. (45,5 кВт). Больший блок двигателя получился за счет увеличения диаметра цилиндров с 73 до 76 мм, при прежнем ходе поршня в 77 мм.

### Производство в Италии
Предприятие ACM занималось импортом румынских автомобилей ARO. Между ноябрем 1988 и мартом 1991 годов на заводе Ali Ciemme производилась сборка румынского ARO 10 с дизельным двигателем, который позже был заменен двигателем TD. Планировалось инвестировать средства в новые цеха по сборке, что позволило бы улучшить качество этих автомобилей, однако репутация оригинала была так ужасна, что проект быстро закрылся.
В 1988 году, в Турине, компания представила прототип пляжного автомобиля под названием Scorpion (с двумя дверьми на верхних петлях, с кузовом и шасси от ARO 10).

## Модели
- ARO 10
  - ARO 10.1
  - ARO 10.4
  - ARO 10 Spartana
  - ARO 11.4
  - ARO 10.2
  - ARO 10.3
  - ARO 10.5
  - ARO 10.6 pick-up
  - ARO 10.9
  - ARO 10.0
  - ARO 11.9

## Технические характеристики
| Версия                | Двигатель:            | Производство:         | Мощность:                          | Крутящий момент:       | Макс. скорость:       |                       |                       |                       |
| Бензиновые двигатели: | Бензиновые двигатели: | Бензиновые двигатели: | Бензиновые двигатели:              | Бензиновые двигатели:  | Бензиновые двигатели: | Бензиновые двигатели: | Бензиновые двигатели: | Бензиновые двигатели: |
| --------------------- | --------------------- | --------------------- | ---------------------------------- | ---------------------- | --------------------- | --------------------- | --------------------- | --------------------- |
| 1.2                   | 1,2 л (1239 см³)      | Renault               | 54 л.с. (40 кВт) при 5300 об/мин   | 90 Нм при 2800 об/мин  | 110 км/ч              |                       |                       |                       |
| 1.3                   | 1,3 л (1289 см³)      | Dacia                 | 54 л.с. (39,5 кВт) при 5250 об/мин | 88 Нм при 3000 об/мин  | 115 км/ч              |                       |                       |                       |
| 1.4                   | 1,4 л (1397 см³)      | Dacia                 | 62 л.с. (46 кВт) при 5500 об/мин   | 100 Нм при 3500 об/мин | 120 км/ч              |                       |                       |                       |
| 1.6                   | 1,6 л (1557 см³)      | Dacia                 | 72 л.с. (54 кВт) при 5000 об/мин   | 122 Нм при 2500 об/мин | 125 км/ч              |                       |                       |                       |
| 1.6                   | 1,6 л (1598 см³)      | Daewoo                | 105 л.с. (78 кВт) при 5800 об/мин  | 145 Нм при 3800 об/мин | 140 км/ч              |                       |                       |                       |
| Дизельные двигатели:  |                       |                       |                                    |                        |                       |                       |                       |                       |
| 1.9                   | 1,9 л (1870 см³)      | Renault               | 64 л.с. (48 кВт) при 4500 об/мин   | 118 Нм при 2250 об/мин | 120 км/ч              |                       |                       |                       |
| 1.9                   | 1,9 л (1870 см³)      | Renault               | 92 л.с. (69 кВт) при 4250 об/мин   | 182 Нм при 2250 об/мин | 140 км/ч              |                       |                       |                       |
| 1.9                   | 1,9 л (1905 см³)      | Peugeot               | 68 л.с. (51 кВт) при 4600 об/мин   | 120 Нм при 2000 об/мин | 120 км/ч              |                       |                       |                       |

## Галерея

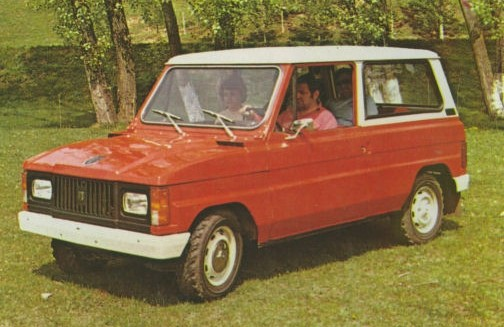
ARO 10, 1980
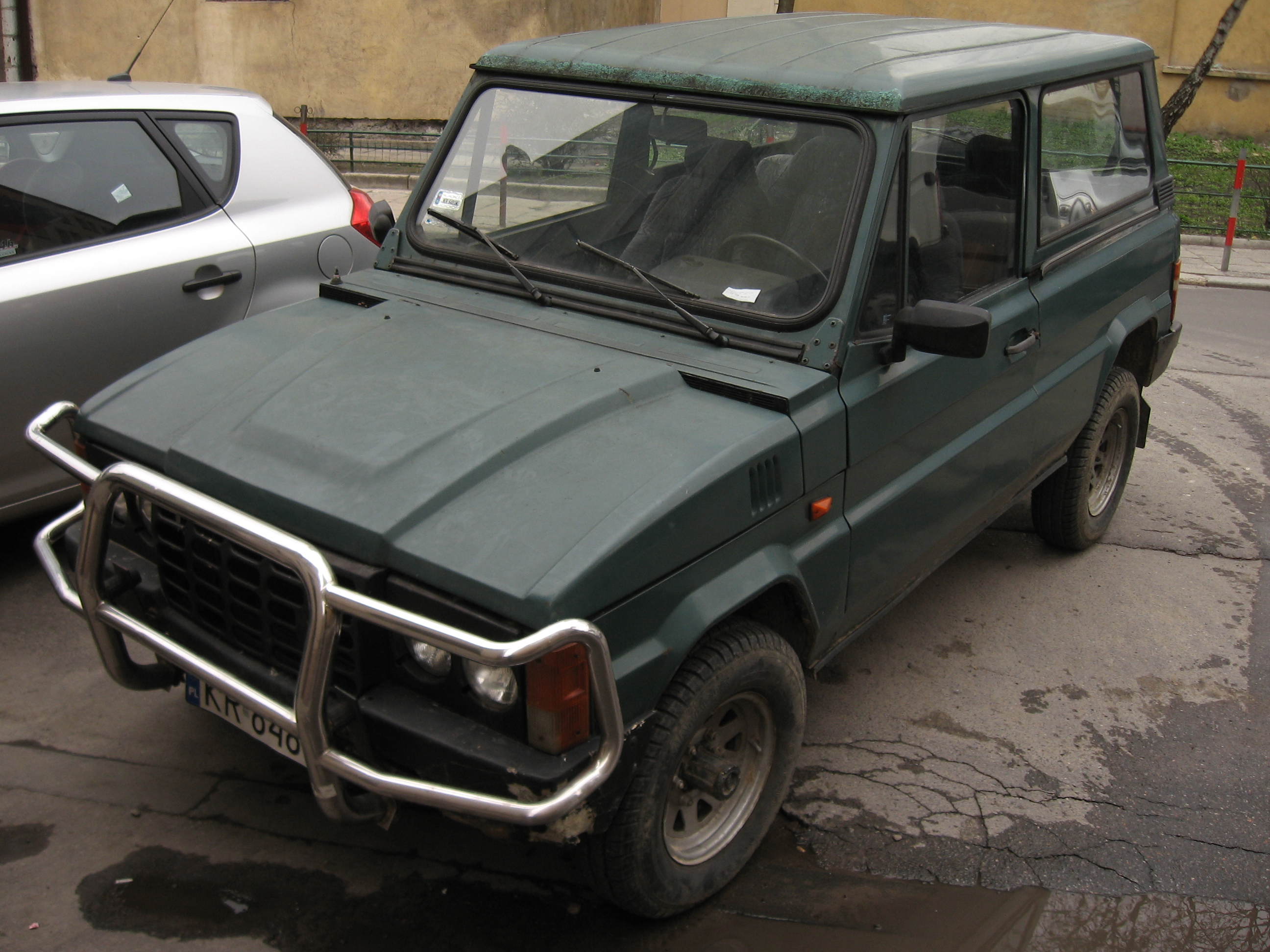
ARO 10, Краков
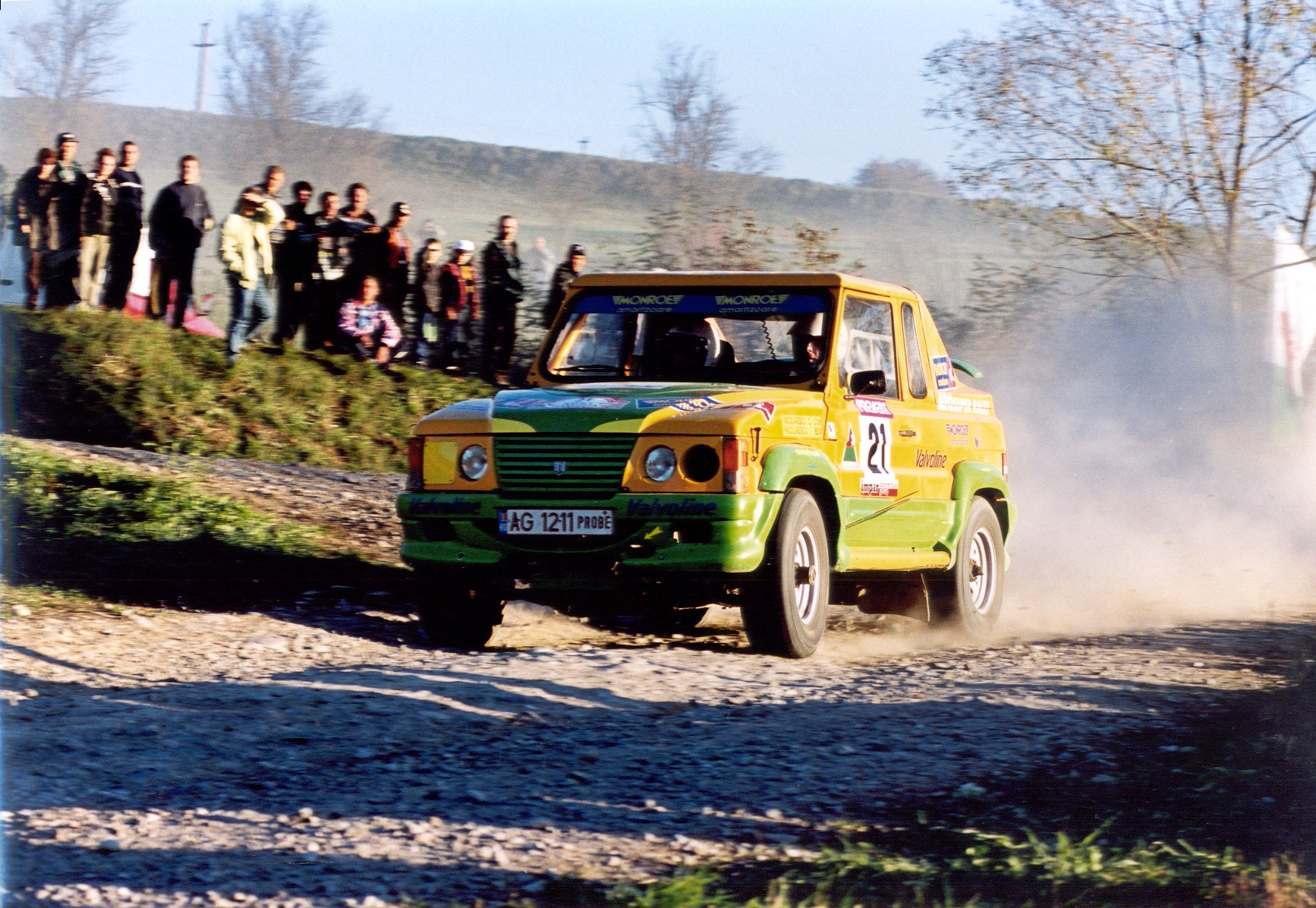
Румынская ARO 10 с двигателем от Тойоты на ралли Дакар
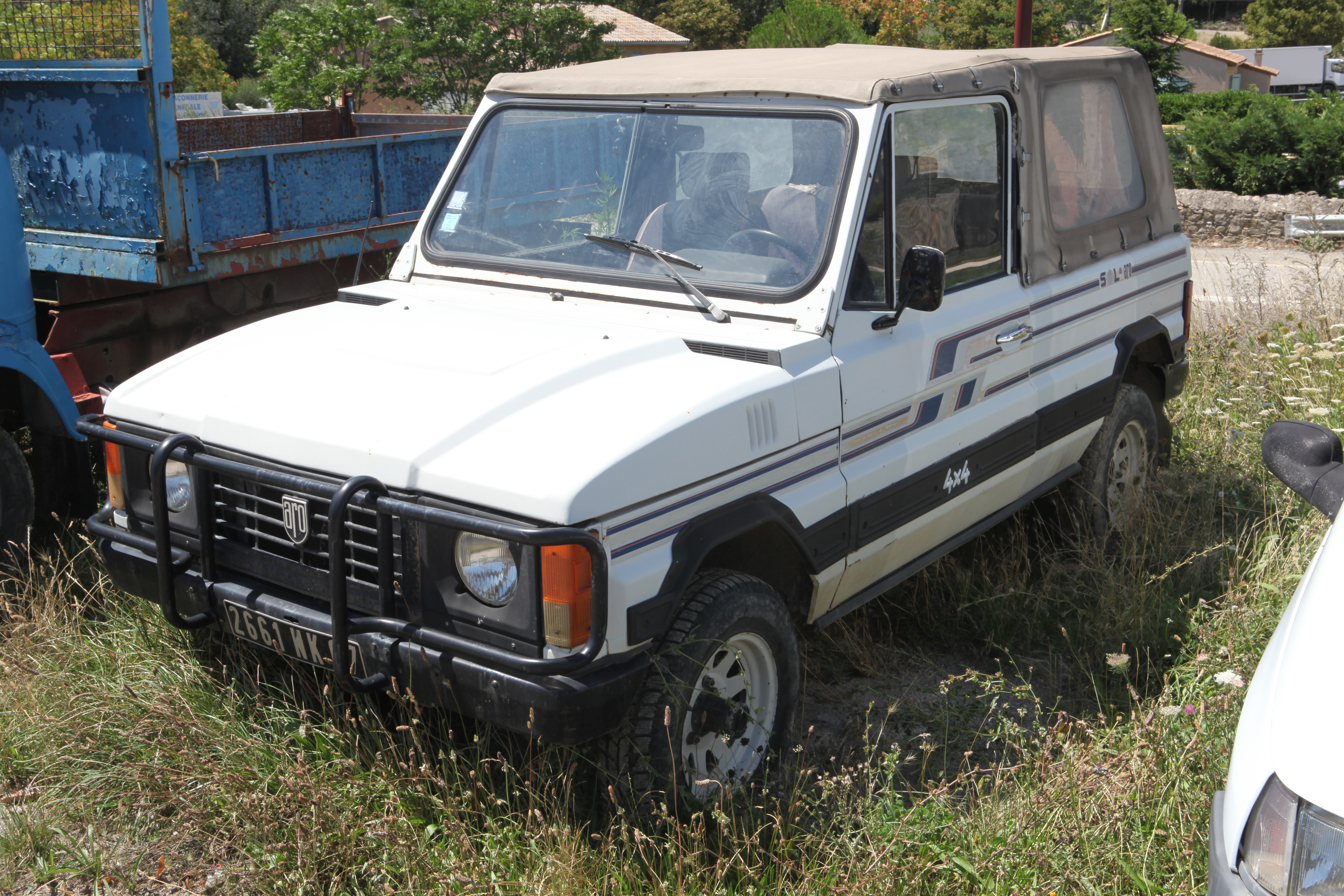
ARO 10 4x4
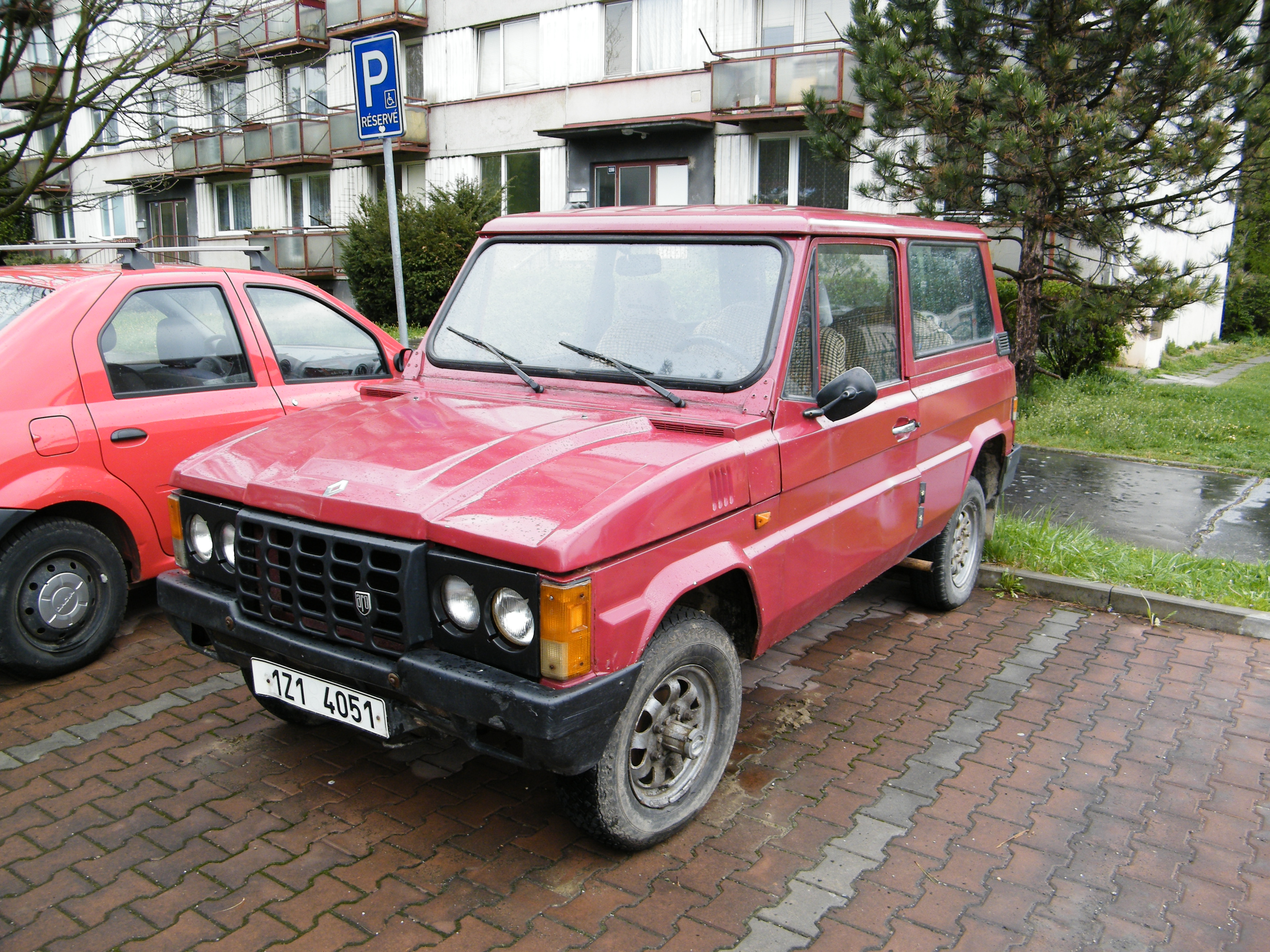
ARO 10
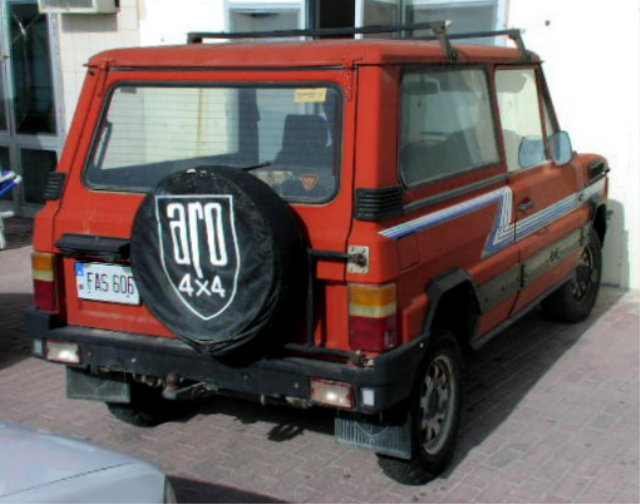
Вид сзади